# Arianus-Ratte
Die Arianus-Ratte (Rattus omichlodes) ist ein Nagetier in der Gattung der Ratten, das im Westen Neuguineas verbreitet ist. Die Population galt zeitweilig als Synonym der Richardson-Neuguinea-Ratte (Rattus richardsoni). Spätere Untersuchungen zeigten, dass sich die Population deutlich von dieser Art unterscheidet, jedoch erfordert die taxonomische Abgrenzung zur Westlichen Neuguinea-Bergratte (Rattus arrogans) weitere Studien.

## Benennung
Der deutsche Trivialname der Art leitet sich von dem 13-jährigen Arianus Murip ab, der nach einer frostigen Nacht im Gebirge zusammen mit seiner Schwester Hilfe suchte. Als sie einen Bergbaustollen erreichten, wurden sie von den Bewachern geschlagen und ihrem Schicksal überlassen. Trotz späterer Aufnahme in ein Hospital starb er. Der australische Zoologe Tim Flannery wählte diesen Namen in einem Werk über die Säugetiere Neuguineas, um die durch das indonesische Militär unterdrückte Bevölkerung der Insel zu ehren.

## Merkmale
Mit einer durchschnittlichen Kopf-Rumpf-Länge von 125 mm und einer Schwanzlänge von etwa 84 mm ist die Art eine kleine Ratte. Die Oberseite ist mit weichem und dichtem Fell bedeckt, dessen Haare vorwiegend hellgrau mit braunen Spitzen sind. Zusätzlich sind einige gänzlich schwarze Haare vorhanden. Auf der Unterseite ist das graue Fell heller. Der einfarbige Schwanz ist durchgängig behaart.

## Verbreitung
Die Art ist nur aus einem kleinen Gebiet im westlichen Zentralgebirge von Neuguinea bekannt. Exemplare wurden zwischen 2950 und 3950 Meter Höhe gefunden. Die Arianus-Ratte hält sich im feuchten Heideland, in Gebüschflächen und auf zeitweilig überfluteten Bergwiesen oberhalb der Baumgrenze auf.

## Gefährdung
Für den Bestand sind keine Bedrohungen bekannt. Aufgrund der begrenzten Verbreitung können sich kleine Veränderungen stark auswirken. Die IUCN listet die Art mit „unzureichende Datenlage“ (data deficient).